# Чикагский отравитель
Чикагский отравитель (англ. Tylenol Killer) — неизвестный серийный убийца, совершивший в 1982 году в США серию отравлений с помощью отравленного «тайленола» (парацетамола).

## Отравления
29 сентября 1982 года произошло первое отравление лекарством — болевшая простудой 12-летняя жительница Чикаго Мэри Келлерман приняла одну капсулу тайленола, и вскоре скончалась. В течение последующих 15 часов произошло ещё пять схожих отравлений — утром того же дня скончался 27-летний сотрудник почты Адам Янус, затем 27-летняя молодая мать Мэри Райнер и 31-летняя работница телефонной компании Мэри Макфарленд. Уже вечером 29 сентября от отравленного тайленола скончались брат одной из жертв, Адама Януса, Стэнли, и его жена Тереза. Последний, седьмой по счёту, случай со смертельным исходом, был зафиксирован 1 октября 1982 года, когда скончалась 35-летняя стюардесса Пола Джин Прис.
Как вскоре выяснилось, причиной смерти людей стало умышленное добавление большого количества цианистого калия в упаковки с капсулами тайленола производства компании «Johnson & Johnson». В каждой капсуле содержалось 65 миллиграмм цианида при 120 мг (ЛД50 для человека весом 70 кг) смертельной дозы, что давало шансы на выживание принимавшим лекарство. В США началась паника, в больницы обратилось около 700 человек, при обследовании в большинстве случаев обнаруживалось, что всё это было вызвано всеобщей истерией. 2 октября управление по контролю качества продуктов и лекарств призвало граждан США временно отказаться от применения тайленола в качестве лекарства (недоступная ссылка).

## Расследование. Дело Льюиса
После длительных поисков в нескольких аптеках Чикаго было обнаружено около сорока упаковок тайленола с цианистым калием. Все они были маркированы различными сериями и, хотя на заводах «Johnson & Johnson» производились цианиды, следствие пришло к выводу, что они не могли попасть в капсулы. Более того, отравления происходили лишь в Чикаго, хотя лекарства тех же серий были развезены в аптеки всей страны.
В начале октября 1982 года в компанию «Johnson & Johnson» пришло письмо, в котором неизвестный угрожал продолжить массовые отравления, если ему не будет выплачен 1 миллион долларов США. Отправитель письма вскоре был изобличён и арестован в декабре 1982 года в Нью-Йорке. Им оказался человек без определённого рода занятий Джеймс Льюис. В начале 1983 года Льюис признался в отправке письма. Вместе с тем он отказался признать за собой виновность в семи отравлениях. Следствие не нашло убедительных доказательств причастности Льюиса к убийствам, в результате чего ему было предъявлено обвинение в вымогательстве, за что суд приговорил его к 20 годам лишения свободы. После осуждения Льюис активно сотрудничал со следствием, пытался помочь в раскрытии убийств. Спустя несколько лет он распространил через CNN следующий текст:
Меня оклеветали по всему миру как «тайленолового человека». Обвинили в том, что я был массовым убийцей, отравившим тайленол цианидом в Чикаго и погубившим семерых человек. Эти нелепые обвинения очевидно ложны, иначе я не мог бы писать эти слова. Спустя 25 лет «тайленоловые убийства» так и не раскрыты. Я прожил долгую и необычную жизнь и много повидал, однако я имею достаточное образование и достаточно светлый ум, чтобы видеть и описывать, сравнивать и противопоставлять совершенно различные миры, культуры и темы без единого мгновения скуки, при этом мой взгляд направлен на профессионализм, демографию и конкурентоспособность, а мой слух и сердце восприимчивы к хорошему вкусу и чувствам жертв.
В ходе расследования дела «Чикагского отравителя» в нём были задействованы около 100 следователей, изучивших тысячи версий, отработавших более 400 подозреваемых, собравших около 20 тысяч страниц отчётов, но результатов это не дало. Несмотря на всё, следственная бригада распущена не была, и в феврале 2009 года в доме Джеймса Льюиса был проведён обыск и изъят ряд вещей, таким образом, расследование одного из самых громких уголовных дел в истории США было продолжено.

## Интересные факты
- Впоследствии, в 1995 году, Льюис вышел на свободу условно-досрочно, и поселился в Бостоне[2].
- Вскоре после того, как резонанс по поводу отравленных лекарств прошёл, тайленол вновь начал набирать рейтинг популярности как лекарственное средство[1].
- В СССР информация о «Чикагском отравителе» показывалась по телевидению в программе «Их нравы»[4], а также в телеочерке Валентина Зорина «Посередине Америки».
- В это же время в СССР орудовал убийца-отравитель Валерий Нехаев.
- О деле «Чикагского отравителя» говорится в документально-художественном мини-сериале «История криминалистики» в 4 серии.